# Bodoki József
Bodoki József (Retteg, 1730. – Kolozsvár, 1799. január 7.) református tanár.

## Élete
A kolozsvári református kollégiumban 1746. november 22-én végzett, majd három évig köztanítóként dolgozott. 1759. július 3-án a leideni egyetemre iratkozott be, ahol három évig tanult. Hazatérte után 1764-ben hajdani kollégiumában lett tanár, és 1797-es nyugalomba vonulásáig a keleti nyelveket, történelmet és régészetet tanította. 1797-ben

## Munkái
- Halotti oratio, melyet Verestói György tisztességére 1765-ben elmondott. Kolozsvár.
- Az igazoknak számokra készített mennyei jutalmat el nyert… asszony. Kolozsvár, 1769. (Vajai Vay Kata, gróf Teleki Pál házastársa felett mondott halotti prédikáczió.)
- Az igaz hittel vitézkedő és azzal győzedelmeskedő lelki vitézről való halotti tanítás, melyet… gróf széki Teleki Ádámnak… eltakaríttatásának alkalmatosságával elmondott. (Kolozsvár, 1775.)
- Az uj testamentomi szent-irások olvasására bevezetés. L'Enfant Jakab után francziából ford. Kolozsvár. 1775.
- Kisdedek' vallása, mellyet készitett Seiler Fridrik György az Erlángai Akadémiának egyik tanitoja / mostan pedig ezen különös böltsseséggel iratott jeles munkának hasznos voltára nézve német nyelvből magyarra fordittatott. Kolozsvár. 1775.
- Egy szép halotti oratzio, melyet néhai mélt. l. b. ifjabb Losonczi Bánffi László emlékezetére készített. Kolozsvár, 1784. (Szathmári Pap Mihály beszédével.)